# Phönix D.I
Phönix D.I – austro-węgierski samolot myśliwski z okresu I wojny światowej.

## Historia
W 1917 roku K.u.k. Luftfahrtruppen zamówiło w Phönix Flugzeugwerke nowy typ dwupłatowego, jednomiejscowego myśliwca. Konstruktorem maszyny był Leo Kirste. Ogółem powstało 120 myśliwców D.I, po 48 odmian D.II i D.IIa, oraz 60 D.III, które nie wzięły udziału w walkach.
Phönix D.I miał większą szybkość wznoszenia niż Albatros D.III (Oef) i lepsze właściwości lotne niż Aviatik D.I. Mógł także, ze względu na mocną konstrukcję, nurkować szybciej niż Aviatik.

## Opis
Phönix D.I był samolotem dwupłatowym. Kadłub wykonany z podłużnic drewnianych krytych sklejką, pochodził od myśliwca Hansa-Brandenburg D.I, jednak był od oryginału nieco dłuższy z powodu zastosowania innego silnika. Płaty pokryte celuloidem, zaprojektowane zostały przez inżyniera Edmunda Sparmanna, połączone były ze sobą asymetrycznymi słupkami, również jego projektu. Podwozie było stałe, z goleniami drewnianymi.
Samolot był napędzany silnikiem rzędowym Hiero o mocy 200 KM, osłoniętym blachą.
Uzbrojenie stanowiły dwa karabiny maszynowe Schwarzlose kalibru 8 mm. Karabiny były zsynchronizowane z obrotami śmigła za pomocą nowego synchronizatora systemu Zaparka.

## Użycie w lotnictwie
W październiku 1917 roku pierwsza partia myśliwców D.I została ukończona, choć jeszcze nieuzbrojona. Trafiła ona do jednostek frontowych w listopadzie, po interwencji pułkownika Milana Emila Uzelaca, który zdecydował o zamontowaniu uzbrojenia i synchronizatorów w warunkach polowych.
Począwszy od grudnia 1917 roku D.I latały jako myśliwce eskortowe we Flik 4, 15, 17, 48, 54, 66 oraz jako myśliwce we Flik 14, 30, 60, 61, 63.
Niektóre egzemplarze zostały przerobione na maszyny zwiadu fotograficznego. Część z nich była potem wyposażana w nieco mocniejszy silnik o mocy 230 KM.
O zaletach tego samolotu świadczy fakt, że do początku sierpnia 1918 roku w jednostkach wciąż latały 72 Phönixy D.I, mimo wprowadzania nowszych odmian D.II i D.IIa, których lżejsza konstrukcja musiała być wzmacniana przez producenta z powodu awarii, oraz D.III, które nie zdążyły jednak opuścić fabryki.